# Райдинг
Ра́йдинг (нем. Raiding, венг. Doborján, хорв. Rajnof) — ярмарочная коммуна (нем. Marktgemeinde) в Австрии, в федеральной земле Бургенланд.
Входит в состав округа Оберпуллендорф. Население составляет 846 человек (на 31 декабря 2005 года). Занимает площадь 13,1 км². Официальный код — 10819.
В посёлке 22 октября 1811 года родился знаменитый композитор Ференц Лист.

## Политическая ситуация
Бургомистр коммуны — ДИ Маркус Ландауэр (АНП) по результатам выборов 2007 года.
Совет представителей коммуны (нем. Gemeinderat) состоит из 15 мест.
- СДПА занимает 8 мест.
- АНП занимает 7 мест.